# 中华人民共和国国务院 (第九届全国人大期间)
中华人民共和国第九届国务院是由中华人民共和国国务院总理的朱镕基在1998年3月第九届全国人民代表大会任期开始至2003年3月第十届全国人民代表大会召开前期间，领导的中央人民政府，其国务院组成人员亦被称为朱镕基政府或朱镕基内阁。
1998年3月17日举行的第九届全国人大第一次会议上，朱镕基被任命接替任期届满的李鹏出任国务院总理，成为中华人民共和国的政府首脑。其後，朱镕基根据《中华人民共和国宪法》，向全国人民代表大会提出国务院副总理、国务委员及各组成部门负责人等其他国务院组成人员的人选，获全国人大批准後正式组成其政府。

## 组成
国务院常务会议组成人员
- 总理：朱镕基（党组书记）
- 副总理：李岚清（党组副书记）、钱其琛、吴邦国、温家宝
- 国务委员：迟浩田、羅幹、吴仪（女）、司马义·艾买提（维吾尔族）、王忠禹
- 秘书长：王忠禹（兼）（机关党组书记）

国务院组成部门负责人
| 1. 外交部部长 唐家璇 2. 国防部部长 迟浩田（兼） 3. 国家发展计划委员会主任 曾培炎 4. 国家经济贸易委员会主任 盛华仁 → 李荣融 5. 教育部部长 陈至立（女） 6. 科学技术部部长 朱丽兰（女） → 徐冠华 7. 国防科学技术工业委员会主任 刘积斌 8. 国家民族事务委员会主任 李德洙（朝鮮族） 9. 公安部部长 贾春旺 → 周永康 10. 国家安全部部长 许永跃 11. 监察部部长 何勇 12. 民政部部长 多吉才让（藏族） 13. 司法部部长 高昌礼 → 张福森 14. 财政部部长 项怀诚 15. 人事部部长 宋德福 → 张学忠 → 张柏林 | 16. 劳动和社会保障部部长 张左己 17. 国土资源部部长 周永康 → 田凤山 18. 建设部部长 俞正声 → 汪光焘 19. 铁道部部长 傅志寰 20. 交通部部长 黄镇东 → 张春贤 21. 信息产业部部长 吴基传 22. 水利部部长 钮茂生 → 汪恕诚 23. 农业部部长 陈耀邦 → 杜青林 24. 对外贸易经济合作部部长 石广生 25. 文化部部长 孙家正 26. 卫生部部长 張文康 27. 国家计划生育委员会主任 张维庆 28. 中国人民银行行长 戴相龙 → 周小川 29. 审计署审计长 李金华 |